# Cooler Master

Cooler Master Logo

Cooler Master is een Taiwanese producent van computerkasten, ventilatoren, koelvinnen, voedingen en allerlei casemodding accessoires zoals CCFL (ook wel Neon genoemd). Vele van hun kleine 50mm-koelvinnen worden gebruikt in computers van bedrijven als Compaq en Emachines.
De laatste tijd is Cooler Master bekend omwille van zijn ventilatoren. 
Ze worden meer en meer gebruikt door casemodders. Het Europese hoofdkantoor staat in Eindhoven.

## CM Storm

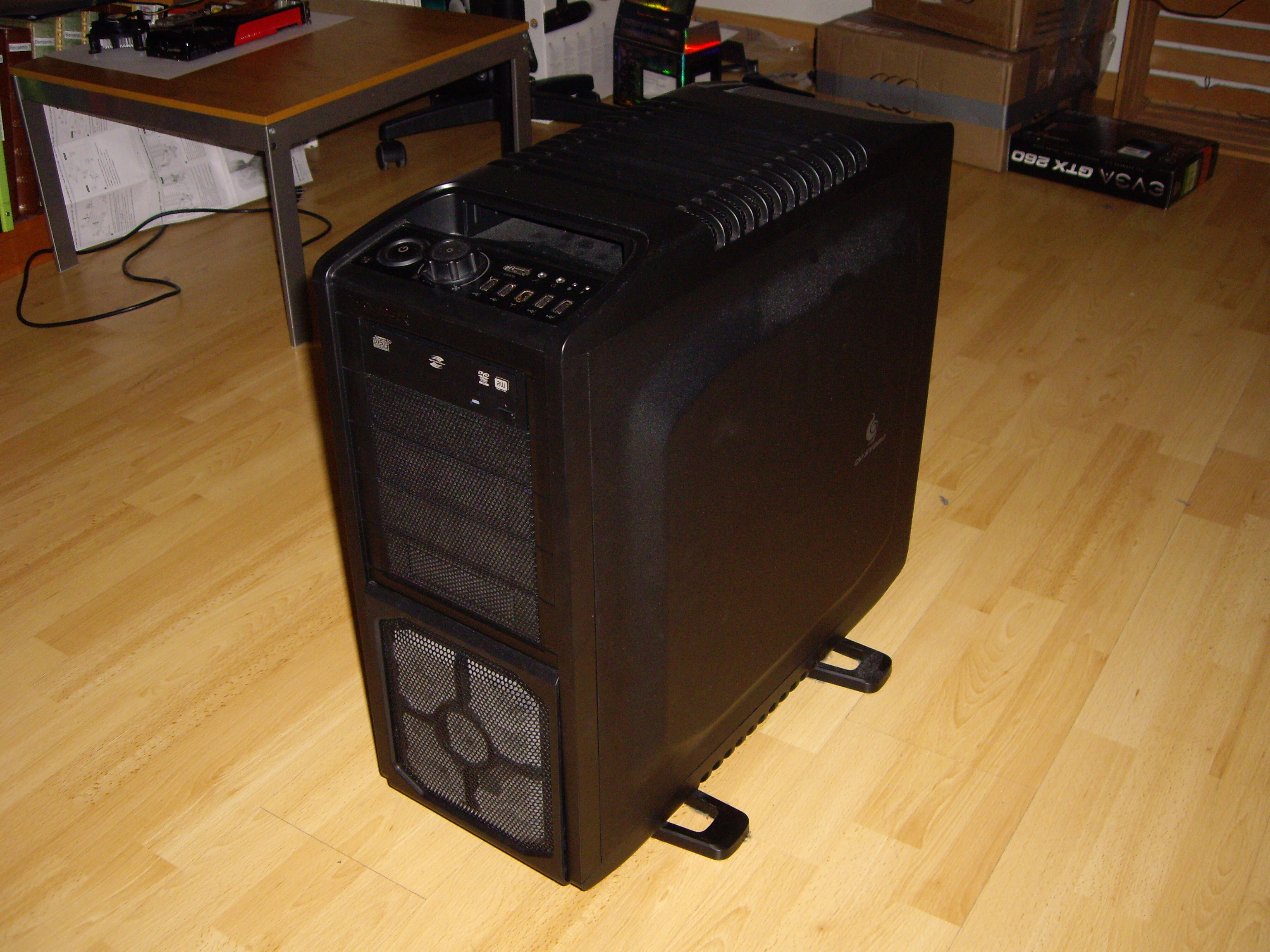
Cooler Master Storm Sniper

CM Storm is een dochterbedrijf opgericht in 2008 met de missie om "de gamerevolutie te omarmen". Producten worden ontwikkeld via research verzameld door samenwerking met wereldwijde gamefirma's in eSport zoals Mousesports en Frag Dominant.
In september 2009 bracht CM Storm de Sentinel Advanced-computermuis uit. Deze muis heeft een programmeerbaar oled-scherm. CM Storm produceert ook computerkasten voor de wereldwijde markt.